# Estación Pachacama
Pachacama es una estación ferroviaria que formó parte de la Ferrocarril Santiago-Valparaíso de la Empresa de los Ferrocarriles del Estado. Actualmente no presta servicios.

## Historia
Con la propuesta de William Wheelwright en 1842 para construir una la línea férrea Santiago-Valparaíso, el Congreso Nacional aprobó la construcción del ferrocarril en 1849; sin embargo, los trabajos de construcción comenzaron en 1852 avanzando en un inicio desde la actual estación Barón hacia la capital del país; las obras estuvieron bajo la dirección de varios ingenieros, incluyendo a Allan Campbel.
La sección desde Valparaíso hasta El Salto se abrió al tráfico el 16 de septiembre de 1855, y la línea se extendió a Limache el 24 de diciembre de 1856 y a Quillota el 15 de junio de 1857. La línea restante entre Quillota y Valparaíso (trayecto dónde se encuentra la estación Pachacama) necesaria para poder conectar la capital con la ciudad puerto fueron trabajos más complejos debido a la falta de capitales; fue el gobierno de Manuel Montt el que solicita fondos en el extranjero y vuelve a contratar a Enrique Meiggs para hacerse cargo de la construcción de la sección final de Quillota a Santiago. Estas obras fueron inauguradas el 14 de septiembre de 1863.
Sin embargo, la estación es construida en la década de 1910.[cita requerida]
La estación fue suprimida mediante decreto del 6 de noviembre de 1979.

## Infraestructura

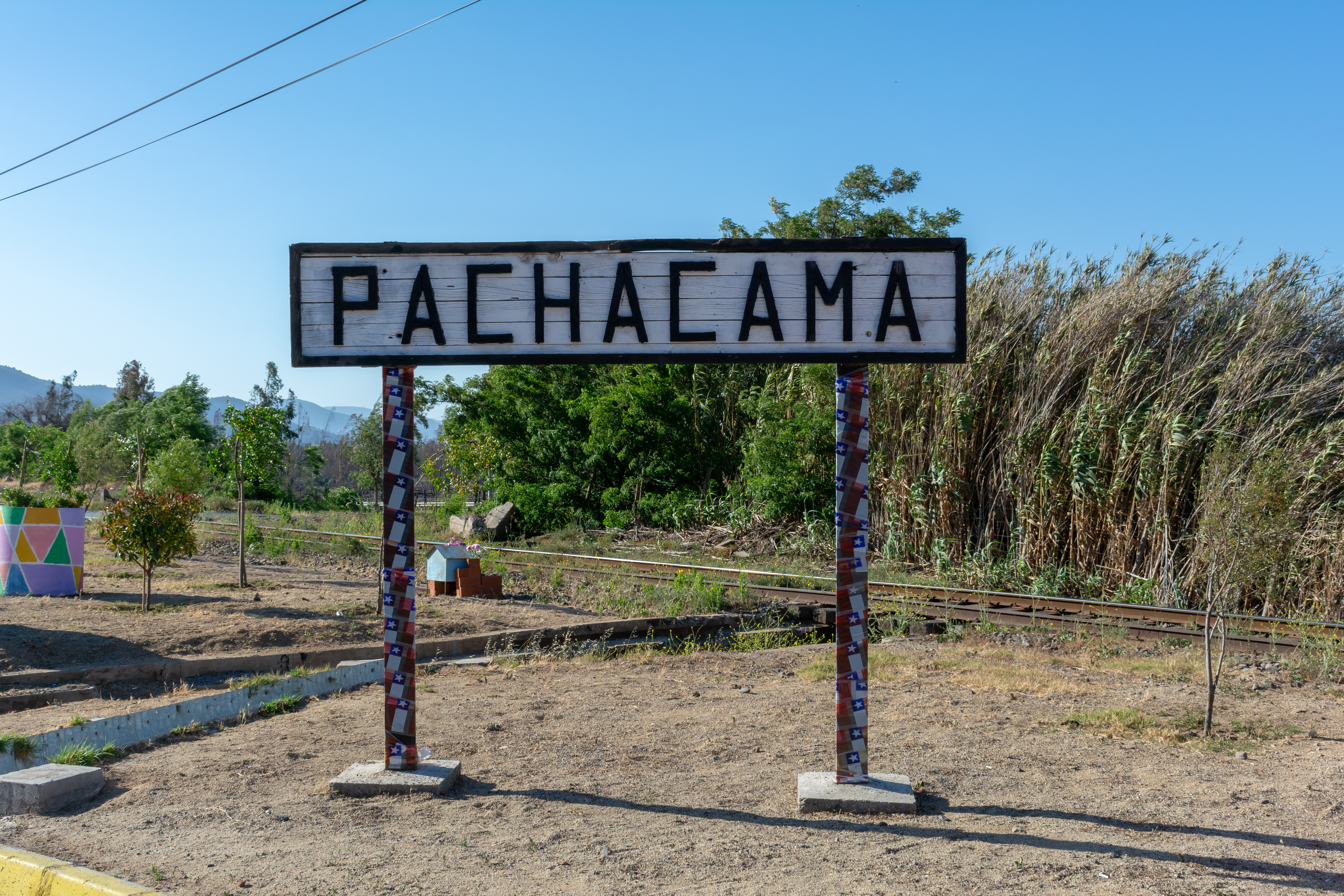
Letrero estación (2021).

La estación poseía tres desvíos. Contaba con casas para trabajadores, un edificio de pasajeros que fue demolido, y una cabina de movilización aun en pie. Actualmente los servicios de pasajeros ya no operan y solo es de paso para servicios de carga y turísticos.